# أوريل هولمز
أوريل هولمز هو قاضي ومحامي وسياسي أمريكي، ولد في 26 أغسطس 1764 في إيست هادام في الولايات المتحدة، وتوفي في 18 مايو 1827 في كانتون في الولايات المتحدة. انتخب عضو مجلس نواب كونيتيكت ‏ وانتخب عضو مجلس النواب الأمريكي ‏.